# Джоузеф Кембъл
Джоузеф Кембъл (на английски: Joseph Campbell) е американски професор, писател, редактор и оратор.
Текстовете му са главно в областта на сравнителната митология (Comparative Mythology), насочени към пространствата на митовете, особено мита за героя, на който и посвещава първото си значимо произведение The Hero with a Thousand Faces (Героят с хиляди лица, 1949 г.). Кембъл приема силно влияние от немската философия (Артур Шопенхауер, Освалд Шпенглер), аналитичната психология на Карл Густав Юнг, творбите на Джеймс Джойс и Томас Ман. Оказва значително въздействие върху американската популярна култура от втората половина на 20 век.

## Биография и творчество
Кембъл е роден в Уайт Плейнс, Ню Йорк. Първо дете на Чарлс и Джоузефин Кембъл, римокатолическо семейство с ирландски корени. Завършва католическия пансион „Кантърбъри“, а след кратък престой в колежа „Дартмут“ се прехвърля в Колумбийския университет, където следва английска литература. Завършва през 1927 г. с магистратура по средновековна литература и специализира посредством стипендия изпървом в Парижкия (1927 – 1928 г.), по-сетне в Мюнхенския университет (1928 – 1929 г.). Пребиваването в Европа позволява да придобие досег с онези мислители и творци, които ще окажат силно въздействие върху неговата нагласа, като Карл Густав Юнг. Завръщайки се в САЩ по време на Голямата депресия, предприема пътуване из страната, за кратко живее в Лос Анджелис и Сан Франциско. През 1934 г. приема преподавателско място във факултета по литература на колежа „Сара Лорънс“, където преподава до 1972 г. Жени се за Джийн Ердман (впоследствие известна фигура в модерния балет) през 1938 г. Чете публични лекции в различни институти на разнообразна тематика, които стават особено популярни. Умира през 1987 г. след кратко боледуване от рак.

### Основни текстове
Издава първата си самостоятелна монография The Hero with a Thousand Faces (Героят с хиляди лица) през 1949 г. Книгата добива популярност и му донася признание. Кембъл излага представата си за мономит, един универсален образец на героичните сказания, присъстващ във всички култури, предавайки и различни вариации на героичния цикъл. В периода 1959 – 1968 г. излизат четирите тома на The Masks of God (Маските на бога): Primitive Mythology (Първобитна митология, 1959 г.), Oriental Mythology (Източна митология, 1962 г.), Occidental Mythology (Западна митология, 1964 г.), Creative Mythology (Творческа митология, 1968 г.). Редактор е на множество издания, като публикацията (1946 – 1955 г.) на недовършените трудове на известния индолог Хайнрих Цимер. През 1988 г. излиза The Power of Myth with Bill Moyers (Силата на мита. Разговор с Бил Мойърс), книга отразяваща разговорите с телевизионния журналист Бил Мойърс, заснети като телевизионен сериал.

### Книги на Джоузеф Кембъл
- The Hero With a Thousand Faces (1949)
  - Героят с хиляди лица, София, Елементи, 2017.
- The Masks of God (1959 – 1968)
  - Volume 1, Primitive Mythology (1959)
    - Маските на бога. Първобитна митология, София, Рива, 2003. ISBN 978-954-8440-84-4

  - Volume 2, Oriental Mythology (1962)
    - Маските на бога. Източна митология, София, Рива, 2004. ISBN 978-954-320-011-5

  - Volume 3, Occidental Mythology (1964)
    - Маските на бога. Западна митология, София, Рива, 2005. ISBN 978-954-320-040-5

  - Volume 4, Creative Mythology (1968)
    - Маските на бога. Творческа митология, София, Рива, 2007. ISBN 978-954-320-114-3
- Myths to Live By (1972)
- Historical Atlas of World Mythology (1983 – 1989)
- Pathways to Bliss: Mythology and Personal Transformation (2004), editor David Kudler
  - Пътища към блаженството. Митология и личностна трансформация, София, Изток-Запад, 2006. ISBN 978-954-321-211-8

### Книги по интервюта с Джоузеф Кембъл
- The Power of Myth (1988), with Bill Moyers
  - Силата на мита. Разговор с Бил Мойърс, София, Хемус, 2001. ISBN 978-954-428-218-9
  - Силата на мита. Разговор с Бил Мойърс, София, Сиела, 2019. ISBN 978-954-28-2995-9

### Книги под редакцията на Джоузеф Кембъл
- Myths and Symbols in Indian Art and Civilization, author Heinrich Zimmer (1946)
- The King and the Corpse: Tales of the Soul's Conquest of Evil, author Heinrich Zimmer (1948)
- Philosophies of India, author Heinrich Zimmer (1951)
- The Art of Indian Asia, author Heinrich Zimmer (1955)

### Организации
- ((en)) Фондация „Джоузеф Кембъл“
- ((en)) Библиотека „Джоузеф Кембъл“ при института „Pacifica Graduate“ Архив на оригинала от 2007-08-18 в Wayback Machine.

### Общи
- ((de)) Митология, изкуство, символи Архив на оригинала от 2005-09-16 в Wayback Machine.
- ((en)) Схема на мономит Архив на оригинала от 2009-01-16 в Wayback Machine.
- ((en)) Пътешествието на героя (схема) Архив на оригинала от 2007-09-29 в Wayback Machine.
- ((en)) Корените на една модерна сага (по примера на „Междузвездни войни“ и „Матрицата“)

### Интервюта
- ((en)) Интервю с Том Колинс Архив на оригинала от 1997-06-24 в Wayback Machine.
- ((en)) Интервю с Джефри Мишлов Архив на оригинала от 2002-03-19 в Wayback Machine.
- ((en)) Интервю с Бил Мойърс Архив на оригинала от 2007-09-28 в Wayback Machine.

### Лекции
- ((en)) „Пътят на изкуството“ („The Way of Art“)